# Curro (Barro)
Curro (llamada oficialmente Santa María de Curro) es una parroquia del municipio español de Barro, en la provincia de Pontevedra, Galicia.

## Toponimia
La parroquia también es conocida por el nombre de Santa María P. de Curro.

## Historia
Hacia mediados del siglo XIX, el lugar, por entonces referido como una feligresía, tenía contabilizada una población de 460 habitantes. Aparece descrito en el séptimo volumen del Diccionario geográfico-estadístico-histórico de España y sus posesiones de Ultramar de Pascual Madoz con las siguientes palabras:

CURRO [Santa Maria de]: felig. en la prov. de Pontevedra (1 1/2 leg.), part. jud. de Caldas de Reyes (1 1/2), dióc. de Santiago (6 1/2), ayunt. de Barro (1/2). sit. en terreno casi llano, combatida por los vientos N. y S.: el clima, aunque algo húmedo en invierno, es saludable. Comprende ademas del l. de su nombre, los de Astraz, Bertona, Couso, Fontelo, Lomba, Outeda y Gurgullon que reunen unas 100 casas. La igl. parr. dedicada á Ntra. Sra., está servida por un cura de provision ordinaria en concurso. Confina el term. N. Agudelo; E. Nogueira; S. Alba y Cerponzones, y O. Portela. Brotan en él distintas fuentes; cuyas aguas saludables aprovechan los vec. para su gasto doméstico y otros usos. El terreno es de mediana calidad, criándose en la parte inculta y montuosa bastante tojo, el cual llevan á vender á Pontevedra los vec. los lunes de la semana. Los caminos son vecinales y en mediano estado: el correo se recibe en Pontevedra. prod.: centeno, maiz, algo de lino y fruta: se cria el ganado vacuno preciso para la labor: y hay caza de liebres, perdices y conejos. pobl.: 100 vec. y 460 alm. contr. con su ayunt. (V.)
(Madoz, 1847, p. 292)

## Organización territorial
La parroquia está formada por cinco entidades de población, constando cuatro de ellas en el nomenclátor del Instituto Nacional de Estadística español:
- Bretoña
- Couso
- Currás
- Fonte de Curro (Fonte do Curro)
- Outeda

## Demografía
| Gráfica de evolución demográfica de Curro entre 2000 y 2023 |
|                                                             |
| Datos según el nomenclátor publicado por el INE.            |

## Patrimonio
- Iglesia de Santa María.[8]